# HD243523
HD243523 є хімічно пекулярною зорею спектрального класу
A0 й має видиму зоряну величину в смузі V приблизно 11,1.

## Пекулярний хімічний вміст
Зоряна атмосфера HD243523 має підвищений вміст 
Si
.